# Philipp Noack
Philipp Noack (* 1992 in Zittau) ist ein deutscher Schauspieler.

## Leben
Noack studierte von 2011 bis 2015 Schauspiel an der Hochschule „Felix Mendelssohn Bartholdy“ für Musik und Theater in Leipzig. Von 2013 bis 2015 spielte er mehrere Hauptrollen am neuen theater Halle. Zu seinen Bühnenrollen dort gehörten u. a. Philippeau in Dantons Tod, Karl Moor in Die Räuber und Giordano Bruno in Das Leben des Galilei. Seit April 2015 ist er festes Ensemblemitglied am Schauspiel Essen. 2015 spielte Noack in der RTL-Seifenoper Alles was zählt die Nebenrolle Matthias Köhler.
Noack lebt in Essen.

## Filmografie
- 2015: Alles was zählt